# 허 도공
허 도공(許 悼公)은 허나라의 제17대 남작(재위: 기원전 546년 ~ 기원전 523년)이다. 이름은 매(買)이고, 허 영공의 아들이다.

## 역사
원년 여름, 숙손표(叔孫豹)가 진의 조무, 초의 굴건, 채의 공손 귀생, 위의 석악, 진의 공환, 정의 양소, 허인, 조인과 송에서 모였다.
2년, 송에서 결맹한 연고로 도공이 노양공, 송평공, 진애공, 정간공과 초로 갔다.
3년 여름 4월에, 초강왕을 장사지내니, 도공이 노양공, 진애공, 정간공과 송장하여 서문 바깥에 이르렀고, 제후들의 대부들은 모두 묘까지 갔다. 겹오가 섰다.
4년, 정의 양소가 허로 달아나서 허에서 정으로 들어갔는데 정인이 양소를 죽였다.
9년 봄 정월, 도공이 초로 갔는데, 영왕이 막았다. 마침내 정간공을 막고, 전강의 남쪽을 회복시키니 도공이 이와 함께 하였다.
여름에 도공과 초영왕, 채영후, 진애공, 정간공, 서공, 등성공, 돈공, 호공, 심자, 주장공, 소주목공, 송세자 좌, 회이와 신나라에서 모였다.
가을 7월에 도공과 초영왕, 채영후, 진애공, 호공, 돈공, 심자, 회이가 오를 쳤는데, 송태자, 정간공이 선귀하니, 송의 화비수와 정대부가 좇아 불서하였다. 굴신을 시켜 주방을 포위하였다.

8월 갑신일에 이를 이기고 제 경봉을 잡아 그 족을 멸했다. 장차 경봉을 륙하려는데, 초거가 말했다. 
| “ | 신은 휴가가 없는 사람이 사람을 륙할 수 있다는 말을 듣지 않았습니다. 경봉은 명을 역한 것일 뿐, 이에 있어서, 그 긍종이 륙함에 있어서야? 제후들에게 뿌려지면, 어찌 사용할 것인지? | ” |

 왕이 듣지 않아 부월을 등에 지게 하고, 제후들에게 돌리니 사람을 시켜 말하기를, 
| “ | 혹여 제 경봉이 그 임금을 시해한자 없다면, 약함이 그 외로움과 같으며, 이로써 그 대부들과 맹세하는 것이오! | ” |

라고 하니, 경봉이 말하기를, 
| “ | 혹여 초공왕의 서자 위가 그 임금을 시해한 자 없다면, 형의 아들이 렴하여 이를 대신하고, 이로써 제후들과 맹세하는 것이오! | ” |

 왕이 속히 죽이도록 했다. 마침내 제후들과 뢰를 멸하니, 뢰공이 면박함벽하고 사조여친하며 이를 좇으니 중군에서 제조하였다. 왕이 이를 초거에게 물으니, 대답하기를 
| “ | 성왕이 허를 이긴 것은, 희공이 이와 같았습니다. 왕이 친히 그 박을 풀고, 그 벽을 주고, 친을 태우십시오. | ” |

 라고 하였다. 왕이 이를 좇았다. 뢰를 언으로 옮겼다. 초영왕이 허를 뢰로 옮기고자 하여, 투위구와 공자기질을 시켜 성을 쌓고 옮겼다.
10년 겨울에, 도공, 초영왕, 채영후, 진애공, 돈공, 심자, 서인, 월인이 오를 쳤다.
14년 봄 2월 경신일에 초공자기질이 허를 이로 옮기고, 실은 성보였다. 주래, 회북지전을 취하여 이에 더해주고, 오거가 도공에게 전을 주었다.
기원전 529년 가을, 초가 채를 멸했을 때, 영왕이 허, 호, 심, 도, 방, 신을 형에 옮겼다. 겨울에 초가 허를 채로 옮겼다.
23년, 초가 허를 토석으로 옮겼다.
24년, 여름, 도공이 학질에 걸렸다. 5월 무진일에 태자 지의 약을 먹고 바로 졸했다. 태자 지가 진으로 달아났다. 서왈, 시기군이라고 한 것은 군자가 이르기를 "진심력으로 군주를 섬겨야 하는데, 약물을 버리고서야 가능한 것이었다."라고 하니, 겨울에, 도공을 장하고, 허남 사가 즉위한 것일 따름이었다.
춘추에 의하여 도공 시기에 허가 자주 수도를 옮김을 이로써 확인할 수 있는 것이다.